# 日の出インターチェンジ

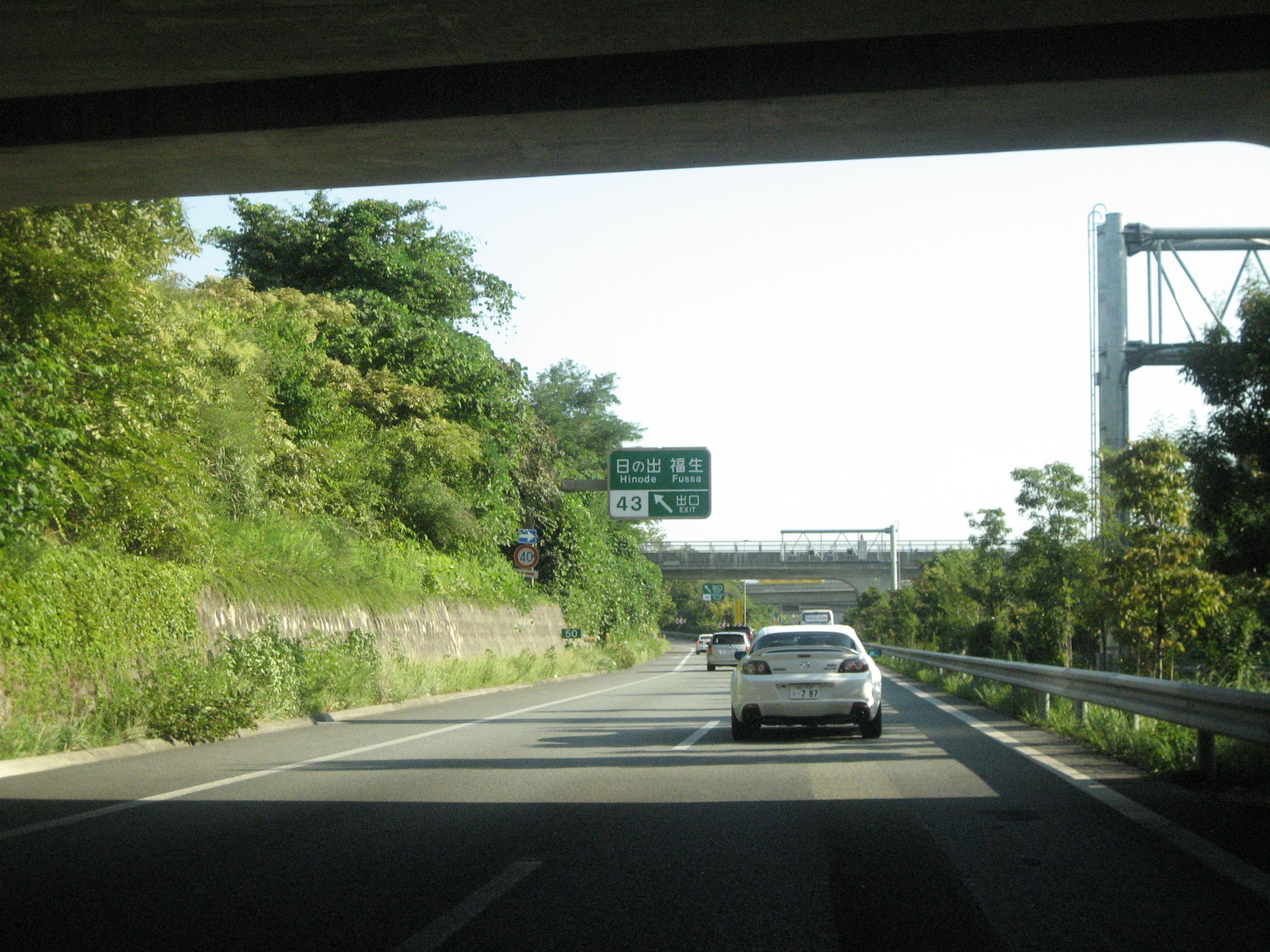
八王子JCT方面出口付近

日の出インターチェンジ（ひのでインターチェンジ）は、東京都西多摩郡日の出町平井にある、首都圏中央連絡自動車道（圏央道）のインターチェンジ。福生市への最寄りとなるインターチェンジ。

## 歴史
- 2002年（平成14年）3月29日：日の出IC - 青梅IC間開通に伴い、供用開始[1]。
- 2005年（平成17年）3月21日：あきる野IC - 日の出IC間開通[1]。

## 周辺
日の出町の東端付近に位置し、出口より右折ですぐにあきる野市に入る。
- 協同乳業(株) 東京工場
- 日の出町役場
- 秋川駅（JR東日本・五日市線）
- 瀬戸岡古墳
- イオンモール日の出
- 公立阿伎留医療センター
- 東京サマーランドへの最寄ICは隣のあきる野インターチェンジだが、同IC出口渋滞時には本ICも利用可能という標識が本線出口付近に設置されている。

## 接続する道路
- 直接接続
  - C4首都圏中央連絡自動車道(43番)
  - 東京都道184号奥多摩あきる野線

- 間接接続
  - 国道411号

## 隣
C4 首都圏中央連絡自動車道
(42)あきる野IC - (43)日の出IC - (44)青梅IC